# Indra Kahfi Ardhiyasa
Indra Kahfi Ardhiyasa (sinh ngày 5 tháng 10 năm 1986) là một cầu thủ bóng đá người Indonesia hiện tại thi đấu cho Bhayangkara Surabaya United ở Indonesia Super League. Em trai của anh, Andritany Ardhiyasa cũng là một cầu thủ bóng đá. Anh cũng là Police Brigadier ở Cảnh sát Quốc gia Indonesia cho đơn vị Mobile Brigade Corps (Brimob).

## Danh hiệu

### Câu lạc bộ
Bhayangkara
- Liga 1: 2017